# 滕象蜡蝉属
滕象蜡蝉属（Dictyotenguna）是半翅目象蜡蝉科的一属昆虫，目前已知2种，分布于中国南方。

## 種類
- 周氏滕象蜡蝉（Dictyotenguna choui）
- Dictyotenguna angusta